# Arco dei Fileni
Арка Філенів, також звана лівійською мармуровою аркою (італ. Arco dei Fileni, англ. Marble Arch) — меморіальна арка, побудована на першому транслівійському шосе Віа Бальбо в епоху італійського панування в Лівії. Була розташована між Рас-Лануфом і Ель-Агейлою, вказуючи кордон між Триполітанією та Киренаїкою.

## Історія
У 1937 році Італія відзначала 25-річчя свого контролю над Лівією. Під цю ювілейну дату губернатором Лівії Італо Бальбо було заплановано кілька великих проектів, найбільшим з яких мало стати шосе, що поєднало б найбільші міста на узбережжі Лівії. Окрім суто економічного та військового, проект також мав велике символічне значення: мін мав би поєднати Триполітанію та Киренаїку, які мали не так багато спільного, в єдину Лівію.
Проект арки розробив архітектор Флорестано ді Фаусто; автором ідеї, «замовником», був генерал-губернатор Італо Бальбо. Урочисте відкриття відбувся 15 березня 1937. Арка отримала свою назву Arco dei Fileni в честь легендарних карфагенських братів Філенів. Вибір братів був не випадковим: за легендою саме вони розмежували територію між Карфагеном (що символізував Триполітанію) та грецьким полісом в Киренаїці. Тепер на їх долю полягало об'єднати ці дві провінції.
Напис на арці: «ALME SOL POSSIS NIHIL URBE ROMA VISERE MAIVS» (О, Сонце, та не побачиш ти міста, більшого за Рим). За часів Королевства Лівія надписи було продубльовано арабською.
Арка мала значне пропагандистське значення як для Італії, де вона символізувала розбудову колоній в Африці, так і для Королівства Лівія, де вона використовувалася в якості символа єдності, тому її часто зображали на марках, банкнотах, лотерейних білетах тощо.
Після приходу до влади Каддафі цю монументальну споруду, пам'ятник італійського колоніального правління, було знесено.

## Галерея

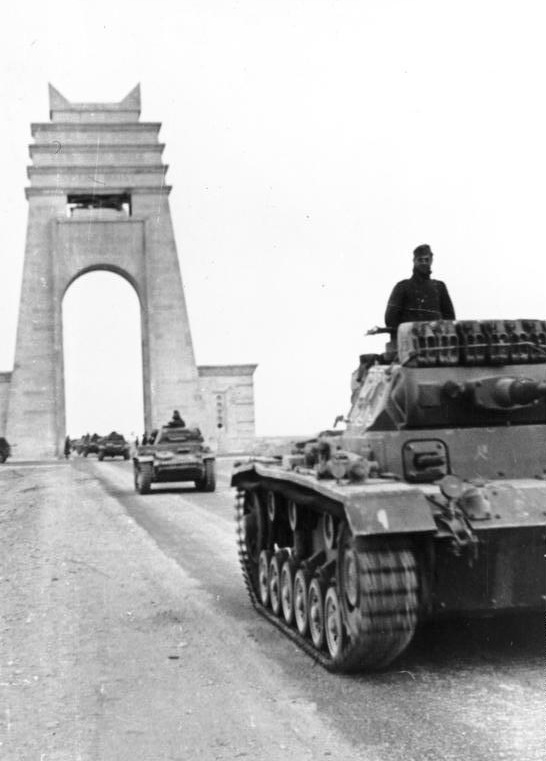
Колона Panzer III проходить через великі ворота, березень-травень 1941 року
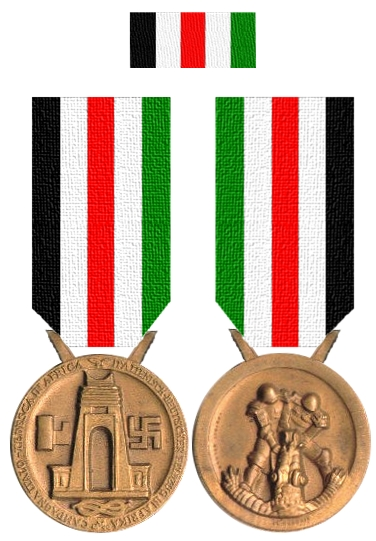
Медаль «За італо-німецьку кампанію в Африці». На реверсі медалі зображена арка Філенів.